# ياس تشمن (قلعة أصغر)
ياس تشمن (بالفارسية: یاس چمن) هي قرية تقع في إيران في ناحية لاله زار. يقدر عدد سكانها بـ 161 نسمة بحسب إحصاء 2016.